# Modesto
Modesto je americké město, které se nachází v Stanislaus County v Kalifornii. Je 19. nejlidnatějším městem v Kalifornii, nejlidnatějším městem v okrese Stanislaus a 104. nejlidnatějším městem v USA. Leží v kalifornském Centrálním údolí 109 kilometrů jižně od Sacramenta, 140 kilometrů severně od Fresna, 64 kilometrů severně od Mercedu, 148 kilometrů východně od San Francisca, 106 kilometrů západně od Národního parku Yosemite a 39 kilometrů jižně od Stocktonu. Konkrétně se město nachází v San Joaquin Valley.
Ve městě sídlí vinařství E & J Gallo Winery. O městě byl natočen film American Graffiti, jenž režíroval zdejší rodák George Lucas.